# 南极条约体系

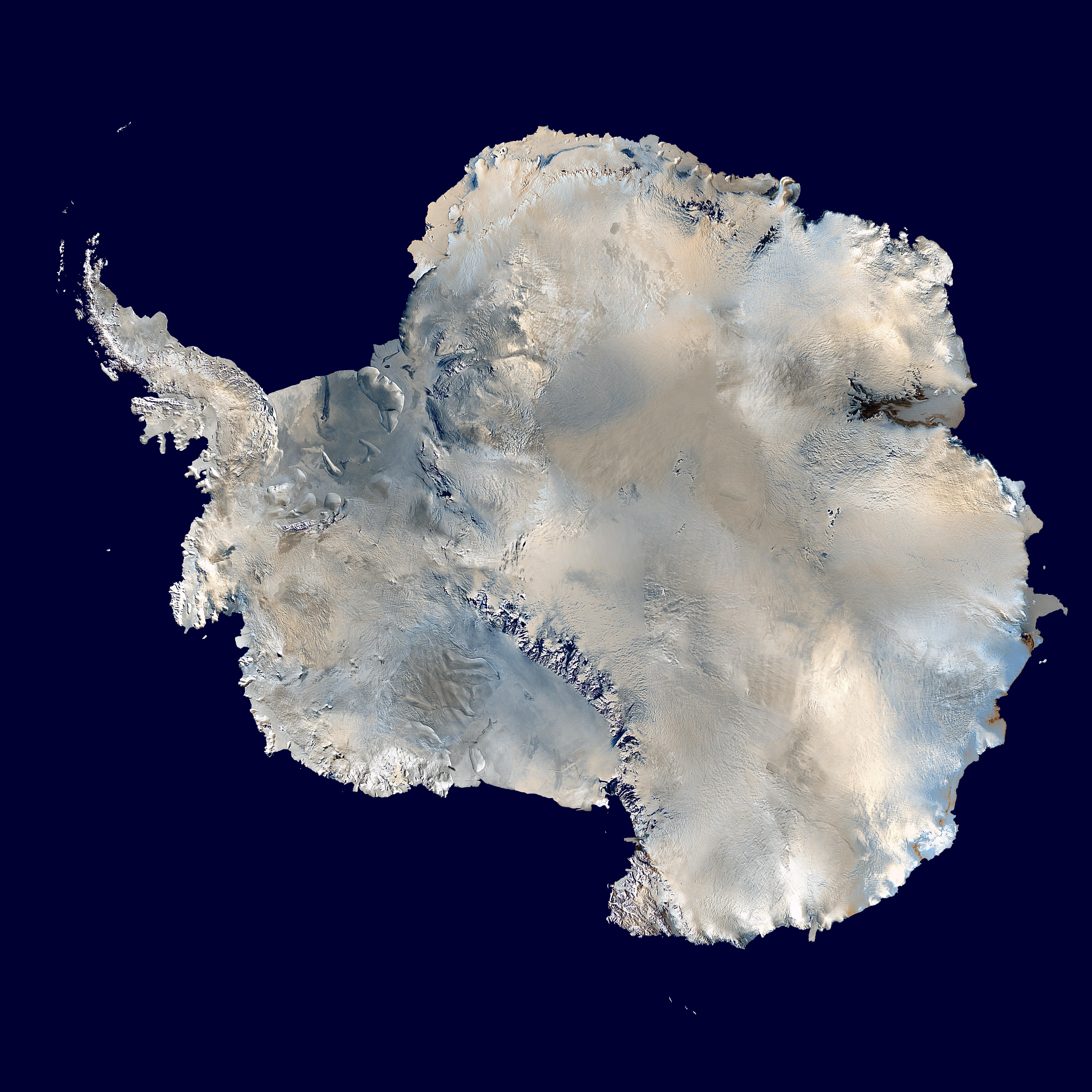
南极洲卫星照片

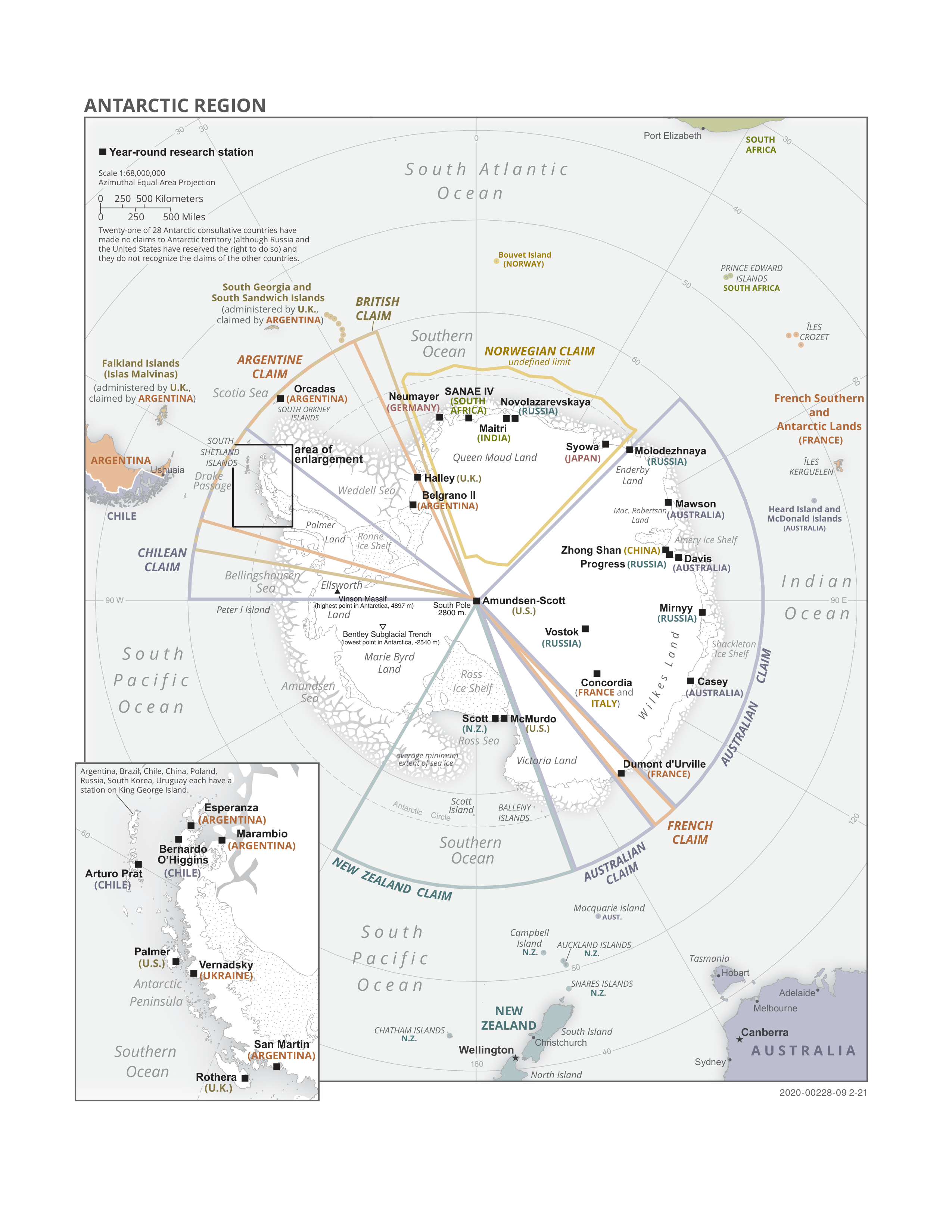
南极洲科学考察站及领土主张地图 (2015)

《南极条约》及相关协定，总称南极条约体系（英语：Antarctic Treaty System），旨在约束各国在南极洲这块地球上唯一一块無常住人口的大陆上進行的活动。该条约中规定，南极洲是指南纬60°以南的所有陆地，包括南极大陆以及附近的岛屿和冰架。南极地区总面积约5100万7200平方公里，包括了南极洲和南冰洋。目前共有54个国家签署了该条约。
该條約的主要内容是：南极洲仅用于和平目的，促进在南极洲地区进行科学考察的自由，促进科学考察中的国际合作，禁止在南极地区进行一切具有军事性质的活动及核爆炸和处理放射物，冻结目前领土所有权的主张，促进国际在科学方面的合作。

## 南极条约体系

### 南极条约
1955年7月，阿根廷、澳大利亚、比利时、智利、法国、日本、新西兰、挪威、南非、美国、英国和苏联12个国家的代表于法国巴黎举行了一次南极问题国际会议。会议各方同意，今后在南极科考领域协调计划，并暂时搁置各国对南极的领土要求。1958年2月，美国总统德怀特·艾森豪威尔向在“国际地球物理年”（1957年至1958年）活跃在南极科考领域的另外十一国政府致函，邀请他们派代表到美国首都华盛顿商讨南极相关问题。自当年6月起，12国代表共举行六十多轮谈判，最终于1959年12月1日达成协议，签署了《南极条约》。该条约于1961年6月23日起生效。

#### 《南极条约》条款概要
- 第一条 - 南极应只用于和平目的，一切具有军事性质的措施均予禁止；
- 第二条 - 自由的南极科学调查和为此目的而进行的合作应继续；
- 第三条 - 在科學考查訊息及科學考查人员上实现自由交换；
- 第四条 - 冻结一切对南极的领土要求，并禁止新的领土要求；
- 第五条 - 禁止在南极地区进行核试验或处理放射性物质；
- 第六条 - 规定适用该条约的范围为南纬60°以南的所有陆地和冰架；
- 第七条 - 缔约国观察员可自由视察南极一切地区，包括一切驻所、装置和设备及船舶、飞机等运输工具；各缔约国须对即将在南极开展的活动向其他各缔约方提前通知；
- 第八条 - 缔约国对各自派出的观察员和科学家行使管辖权；
- 第九条 - 在涉及南极的重要问题上，缔约各方应协商一致；
- 第十条 - 努力阻止国家和个人做出违反《南极条约》的行为；
- 第十一条 - 各缔约国对本条约产生的争议应和平解决；
- 第十二、十三、十四条 - 有关修改条约、接纳新成员、翻译版本等杂项。

《南极条约》的主要目的是为了保证“为了全人类的利益，南极应永远专为和平目的而使用，不应成为国际纷争的场所和对象”。条约禁止“一切具有军事性质的措施”，而并非禁止军事人员的存在。它避免涉及关于某些国家已经提出而其他国家并不承认的对南极地区的领土要求问题。

### 其他协议
200多项由各缔约国政府批准或在条约协商会议上通过的其他建议和协定主要包括：
- 《南極洲動植物保護措施》（1964年签订，1982年生效）
- 《南极海豹保护公约》（1972年签订）
- 《南極海洋生物資源養護公約》（1980年签订）
- 《南極礦產資源活動監管公約》（1988年6月通过最后文件，但由于《南极环境保护议定书》的通过，该公约并未真正生效过。不过《议定书》中关于南极矿物资源的许多条款直接引自该公约）[5]
- 《南極條約環境保護議定書》（即《马德里议定书》）：于1991年12月4日签订，1998年1月14日起生效。该议定书旨在保护南极的生态环境，严格禁止对南极生态环境的破坏。1991年10月通过了《议定书》的五个附件，分别是“南极环境评估”“南极动植物保护”“南极废物处理与管理”“防止海洋污染”和“南极特别保护区”，从不同的角度细化对南极的环境保护规定。这五个附件于1998年1月14日生效。附件六“环境紧急状况下的责任”于2005年6月在斯德哥尔摩通过，正待各国批准。[6][7]

## 会议
南极条约体系一年一度的“南极条约协商会议”是关于南极地区管理的国际性论坛。50个缔约国中，只有28个协商国有权表决和通过决议，而其他22个非协商国则只能列席会议，不能参与表决。协商国包括12个起草国及16个在南极开展实质性科学考察活动的国家。此外，参加会议的还有南极和南大洋联盟、国际水文地理组织、国际气象组织、国际自然资源保护委员会、联合国环境规划署、世界气象组织、世界旅游组织等组织。

## 成员国

签署国，协商国，对南极地区有领土要求
签署国，协商国，保留对南极地区的领土要求权
签署国，协商国
签署国，非协商国
未签署

| 国家                               | 领土要求               | 原始签署日期   | 批准日期                    | 成为协商国日期             |
| ---------------------------------- | ---------------------- | -------------- | --------------------------- | -------------------------- |
| 阿根廷                             | 阿根廷南極屬地*        | 1959年12月1日  | 1961年6月23日               | 1961年6月23日              |
| 澳大利亚                           | 澳大利亞南極領地       | 1959年12月1日  | 1961年6月23日               | 1961年6月23日              |
| 奥地利                             | 不適用                 | 不適用         | 1987年8月25日               | 不適用                     |
| 白俄罗斯                           | 不適用                 | 不適用         | 2006年12月27日              | 不適用                     |
| 比利时                             | 不適用                 | 1959年12月1日  | 1960年7月26日               | 1961年6月23日              |
| 巴西                               | 巴西南極屬地（非官方） | 不適用         | 1975年5月16日               | 1983年9月27日              |
| 保加利亚                           | 不適用                 | 不適用         | 1978年9月11日               | 1998年6月5日               |
| 加拿大                             | 不適用                 | 不適用         | 1988年5月4日                | 不適用                     |
| 智利                               | 智利南极领地*          | 1959年12月1日  | 1961年6月23日               | 1961年6月23日              |
| 中华人民共和国                     | 不適用                 | 不適用         | 1983年6月8日                | 1985年10月7日              |
| 哥伦比亚                           | 不適用                 | 不適用         | 1989年1月31日               | 不適用                     |
|                                    | 不適用                 | 不適用         | 2022年8月11日               | 不適用                     |
| 古巴                               | 不適用                 | 不適用         | 1984年8月16日               | 不適用                     |
| 捷克（以 捷克斯洛伐克身份加入）    | 不適用                 | 不適用         | 1962年6月14日               | 2014年4月1日               |
| 丹麦                               | 不適用                 | 不適用         | 1965年5月20日               | 不適用                     |
| 厄瓜多尔                           | 不適用                 | 不適用         | 1987年9月15日               | 1990年11月19日             |
| 爱沙尼亚                           | 不適用                 | 不適用         | 2001年5月17日               | 不適用                     |
| 芬兰                               | 不適用                 | 不適用         | 1984年5月15日               | 1989年10月20日             |
| 法国                               | 阿黛利地               | 1959年12月1日  | 1960年9月16日               | 1961年6月23日              |
| 德国（以 西德身份加入） 东德       | （曾有）               | 不適用         | 1979年2月5日 1974年11月19日 | 1981年3月3日 1987年10月5日 |
| 希腊                               | 不適用                 | 不適用         | 1987年1月8日                | 不適用                     |
| 危地马拉                           | 不適用                 | 1991年7月31日  | 不適用                      | 不適用                     |
| 匈牙利                             | 不適用                 | 不適用         | 1984年1月27日               | 不適用                     |
| 冰島                               | 不適用                 | 2015年10月13日 | 不適用                      |                            |
| 印度                               | 不適用                 | 1983年8月19日  | 1983年9月12日               |                            |
| 意大利                             | 不適用                 | 1981年3月18日  | 1987年10月5日               |                            |
| 日本                               | （曾有）               | 1959年12月1日  | 1960年8月4日                | 1961年6月23日              |
|                                    | 不適用                 | 2015年1月27日  | 不適用                      |                            |
| 马来西亚                           | 不適用                 | 不適用         | 2011年10月31日              | 不適用                     |
| 摩纳哥                             | 不適用                 | 不適用         | 2008年5月31日               | 不適用                     |
| 蒙古国                             | 不適用                 | 不適用         | 2015年3月23日               | 不適用                     |
| 荷兰***                            | 不適用                 | 不適用         | 1967年3月30日               | 1990年11月19日             |
| 新西兰                             | 罗斯属地               | 1959年12月1日  | 1960年11月1日               | 1961年6月23日              |
|                                    | 不適用                 | 不適用         | 1987年1月21日               | 不適用                     |
| 挪威                               | 毛德皇后地             | 1959年12月1日  | 1960年8月24日               | 1961年6月23日              |
| 巴基斯坦                           | 不適用                 | 不適用         | 2012年3月1日                | 不適用                     |
| 巴布亚新几内亚                     | 不適用                 | 不適用         | 1981年3月16日               | 不適用                     |
| 秘鲁                               | 不適用                 | 不適用         | 1981年4月10日               | 1989年10月9日              |
| 波兰                               | 不適用                 | 不適用         | 1961年6月8日                | 1977年7月29日              |
| 葡萄牙                             | 不適用                 | 不適用         | 2010年1月29日               | 不適用                     |
| 罗马尼亚                           | 不適用                 | 不適用         | 1971年9月15日               | 不適用                     |
| 俄罗斯联邦（以苏联身份加入）**     | 不適用                 | 1959年12月1日  | 1960年11月2日               | 1961年6月23日              |
| 圣马力诺                           | 不適用                 | 不適用         | 2023年2月14日               | 不適用                     |
| 斯洛伐克（以捷克斯洛伐克身份加入） | 不適用                 | 不適用         | 1962年6月14日               | 不適用                     |
| 斯洛維尼亞                         | 不適用                 | 2019年4月22日  | 不適用                      |                            |
| 南非                               | 不適用                 | 1959年12月1日  | 1960年6月21日               | 1961年6月23日              |
| 韩国                               | 不適用                 | 不適用         | 1986年11月28日              | 1989年10月9日              |
| 西班牙                             | 不適用                 | 不適用         | 1982年3月31日               | 1988年9月21日              |
| 瑞典                               | 不適用                 | 不適用         | 1984年4月24日               | 1988年9月21日              |
| 瑞士                               | 不適用                 | 不適用         | 1990年11月15日              | 不適用                     |
| 土耳其                             | 不適用                 | 不適用         | 1996年1月24日               | 不適用                     |
| 乌克兰                             | 不適用                 | 不適用         | 1992年10月28日              | 2004年6月4日               |
| 英国                               | 英属南极领地*          | 1959年12月1日  | 1960年5月31日               | 1961年6月23日              |
| 美国**                             | 不適用                 | 1959年12月1日  | 1960年8月18日               | 1961年6月23日              |
| 乌拉圭                             | 不適用                 | 不適用         | 1980年1月11日               | 1985年10月7日              |
| 委内瑞拉                           | 不適用                 | 不適用         | 1999年5月24日               | 不適用                     |

*领土要求与他国要求重叠。
**保留要求该地区的权利。
***条约适用于所有荷兰王国的构成国：欧洲荷兰（包括荷兰加勒比区，即博奈尔、圣尤斯特歇斯和萨巴岛）、阿鲁巴、库拉索及荷属圣马丁。苏里南曾适用该条约，但在1975年11月25日独立建国后失效。
目前条约共有50个成员国，包括28个协商国和22个非协商国。协商国（拥有表决权）中有七个在南极地区有领土要求。其余43个成员国对它们既不承认，也未曾提出自己的要求。

## 南极条约秘书处
2001年7月在俄罗斯圣彼得堡举行的第24届协商会议决定，南极条约常务秘书处总部设于阿根廷布宜诺斯艾利斯。南极条约秘书处的工作任务主要有：
- 组织召开一年一度的南极条约协商会议及环境保护委员会会议。
- 根据南极条约及马德里议定书的要求，促进各成员国的信息交流。
- 收集、存档、安排和出版南极条约协商会议档案文件。
- 向公众提供和宣传关于南极条约及南极相关活动的信息。

## 法律体系
南极地区没有永久居民，也不存在国籍和政府。所有在南极洲人员均是南极以外国家的居民或公民。南极洲绝大部分土地被一个或多个国家宣称为本国领地，但大多数国家并未明确承认这些领土要求。南极大陆上西经90°至西经150°之间的地区，是仅有的未被提出领土要求的陆地。
《南极条约》及《马德里议定书》的缔约国政府通过订立国内法来执行条约的具体条款及其他补充协定。总体来说这些法律仅适用于本国公民，无论他们是否身在南极。这些法律用来执行各协商国的一致意见，比如什么样的行为是允许的，哪些区域是允许进入的，什么样的环境影响评估必须先于有关南极的活动进行等等。

### 
由于在《南极条约》签署之前，澳大利亚就指定了“澳大利亚南极领地”，因此澳大利亚的许多有关南极的法律早在《南极条约》时代开始的二十多年前就已经订立。在刑事法律方面，用于杰维斯湾地区（一块由澳大利亚国土部直接管辖的区域）的法律同样适用于澳大利亚南极领地。为执行《南极条约》而订立的法规主要有：“南极条约法案（1960年）”“南极条约（环境保护）法案（1980年）”以及“南极海洋生物资源保护法案（1981年）”。

### 美国
美国法律中一些条文，包括由美国公民实施或针对美国公民的特定的犯罪行为（例如谋杀），可适用于其他国家不具有领事裁判权的国外地区。为此，美国现在在南极地区派驻特派法警，以示司法存在。
有些美国法律直接适用于南极。例如美国法典中的《南极保护法案》明确了下列行为属于民事或刑事违法行为，除非依照法令或被授权：
- 捕获南极哺乳动物或鸟类
- 向南极引进非原生动植物
- 进入特别保护区或科学考察区
- 在南极大陆和海域倾倒、处置污染物
- 将一些特定物品从南极带入美国

违反《南极保护法案》最高可被判处25,000美元及一年监禁。美国财政部、商务部、运输部及内政部负责惩罚的执行。